# Мучинська верховина
Мучинська верховина (Mučínska vrchovina) — гірський масив в Словаччині; геоморфологічна підодиниця масиву Церова верховина. Найвища точка — 392 метри (гора Галлгато).. Місце розташування — Банськобистрицький край.